# Krchleby (okres Rychnov nad Kněžnou)
Krchleby (německy Kirchles) jsou obec, která se nachází v okrese Rychnov nad Kněžnou v Královéhradeckém kraji. Leží 5 km jižně od Kostelce nad Orlicí. Sídlem prochází silnice II/316. Žije zde 108 obyvatel.

## Historie
První písemná zmínka o obci pochází z roku 1227. Krchleby patří k nejstarším písemně doloženým lokalitám na území okresu Rychnov nad Kněžnou. V roce 1948 již autobus na lince Choceň – Kostelec nad Orlicí jezdil třikrát denně oběma směry. V letech 1955–1957 dostala silnice od Kostelce n. Orl. K Chocni asfaltový povrch. Rok 1956 – v lednu teplota dosáhla až -40.

## Pamětihodnosti
- Socha svatého Jana Nepomuckého. Do Krchleb byla převezena z Vamberka r. 1868. Pochází z r. 1699, jejím autorem byl zřejmě Georg F. Rupotz.

## Galerie

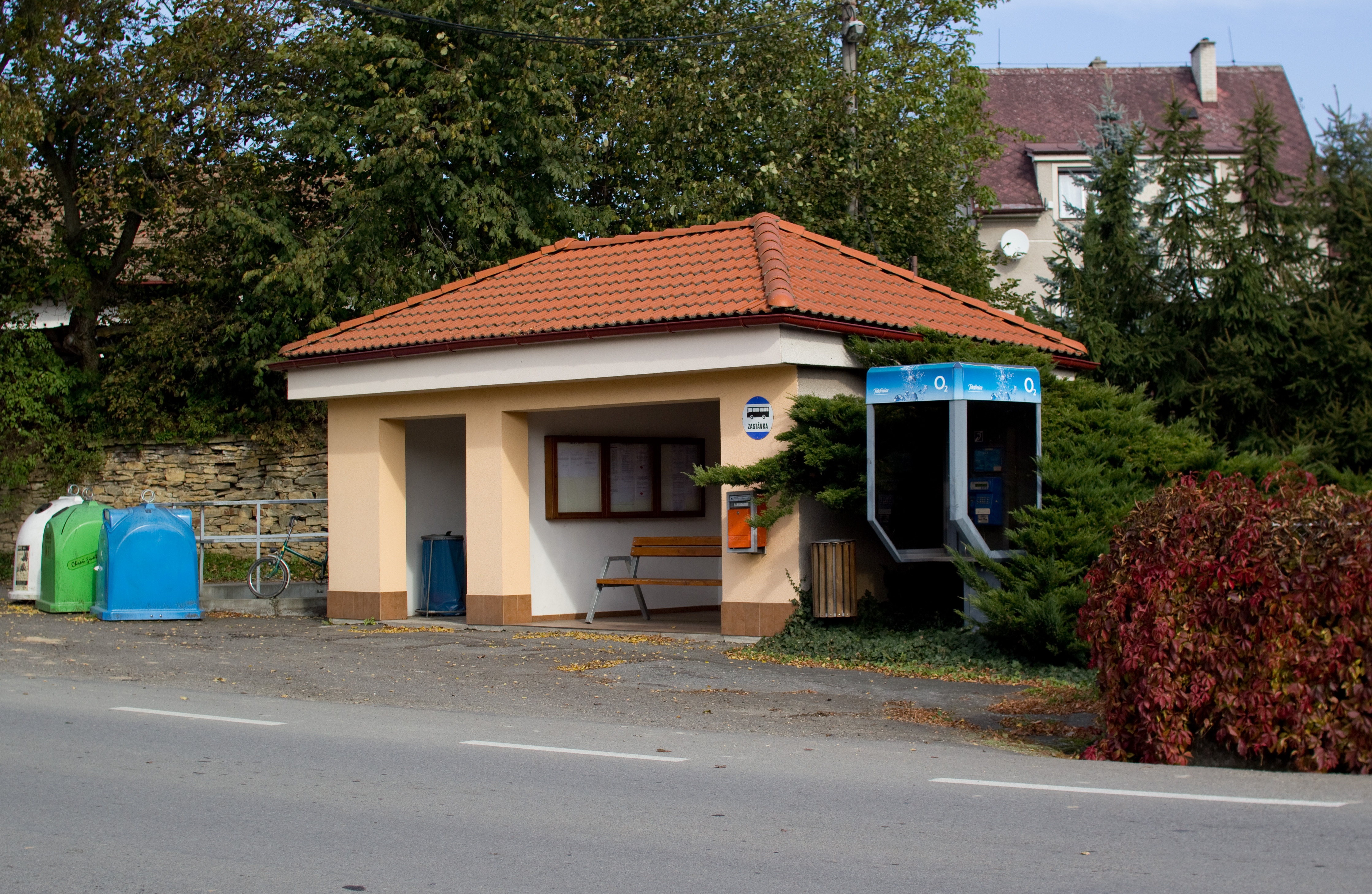
Autobusová zastávka
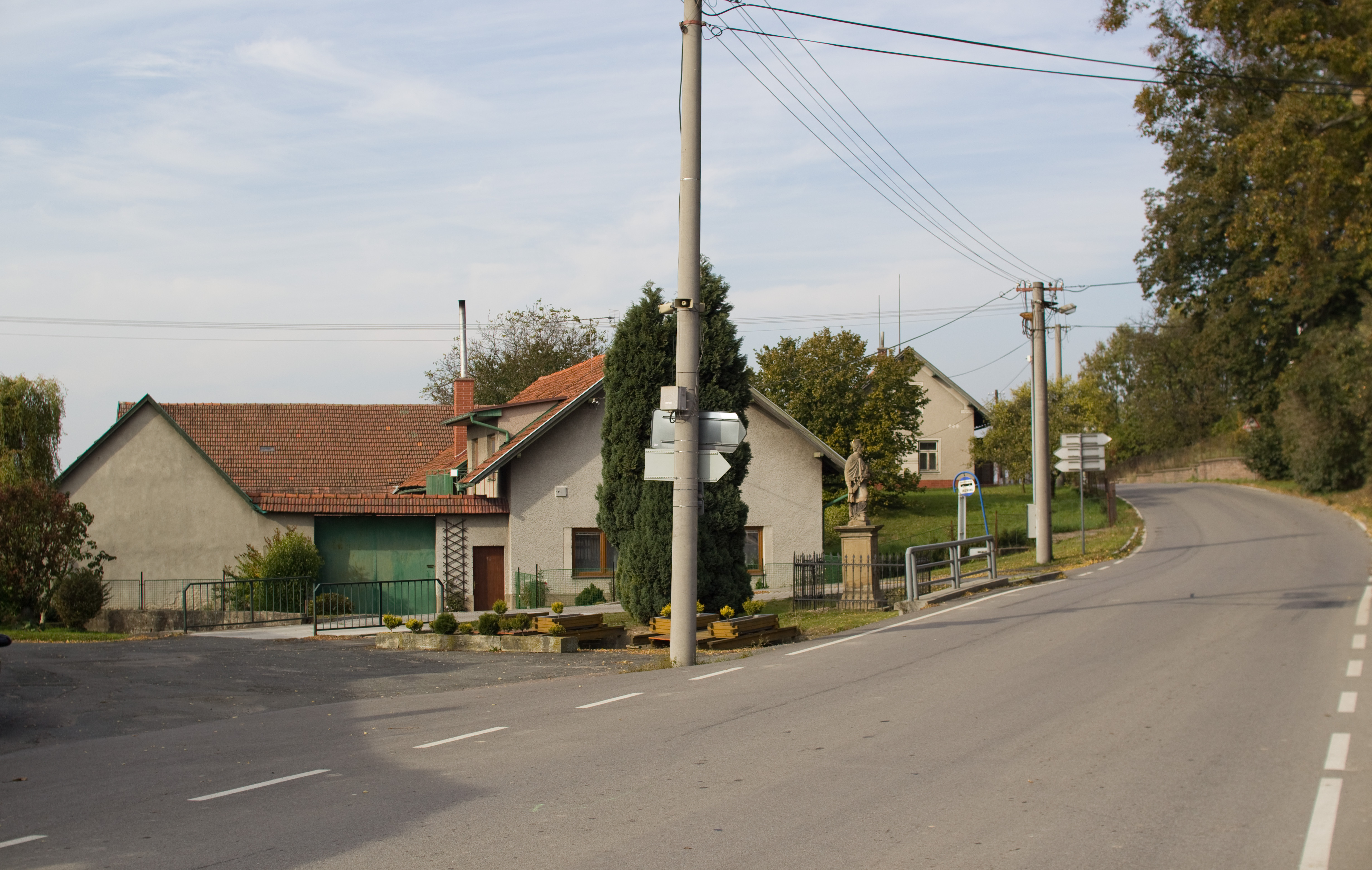
Hlavní silnice
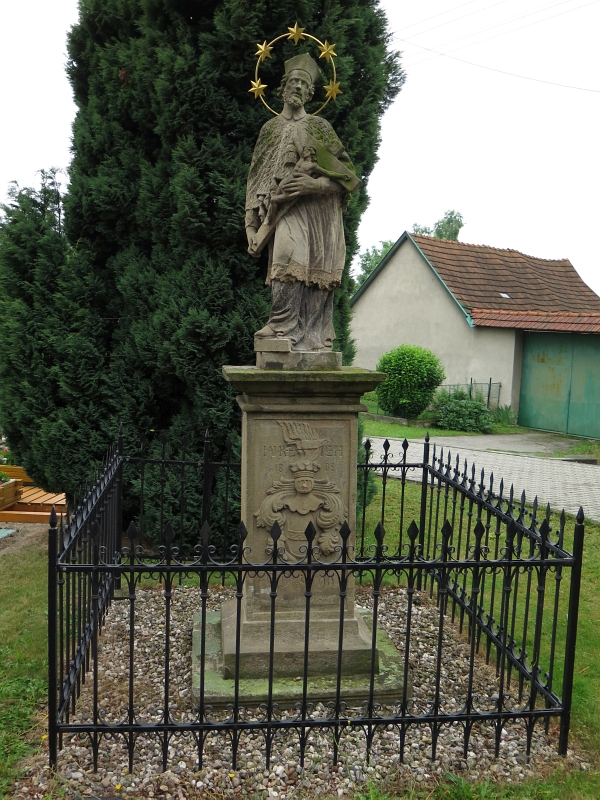
Socha svatého Jana Nepomuckého
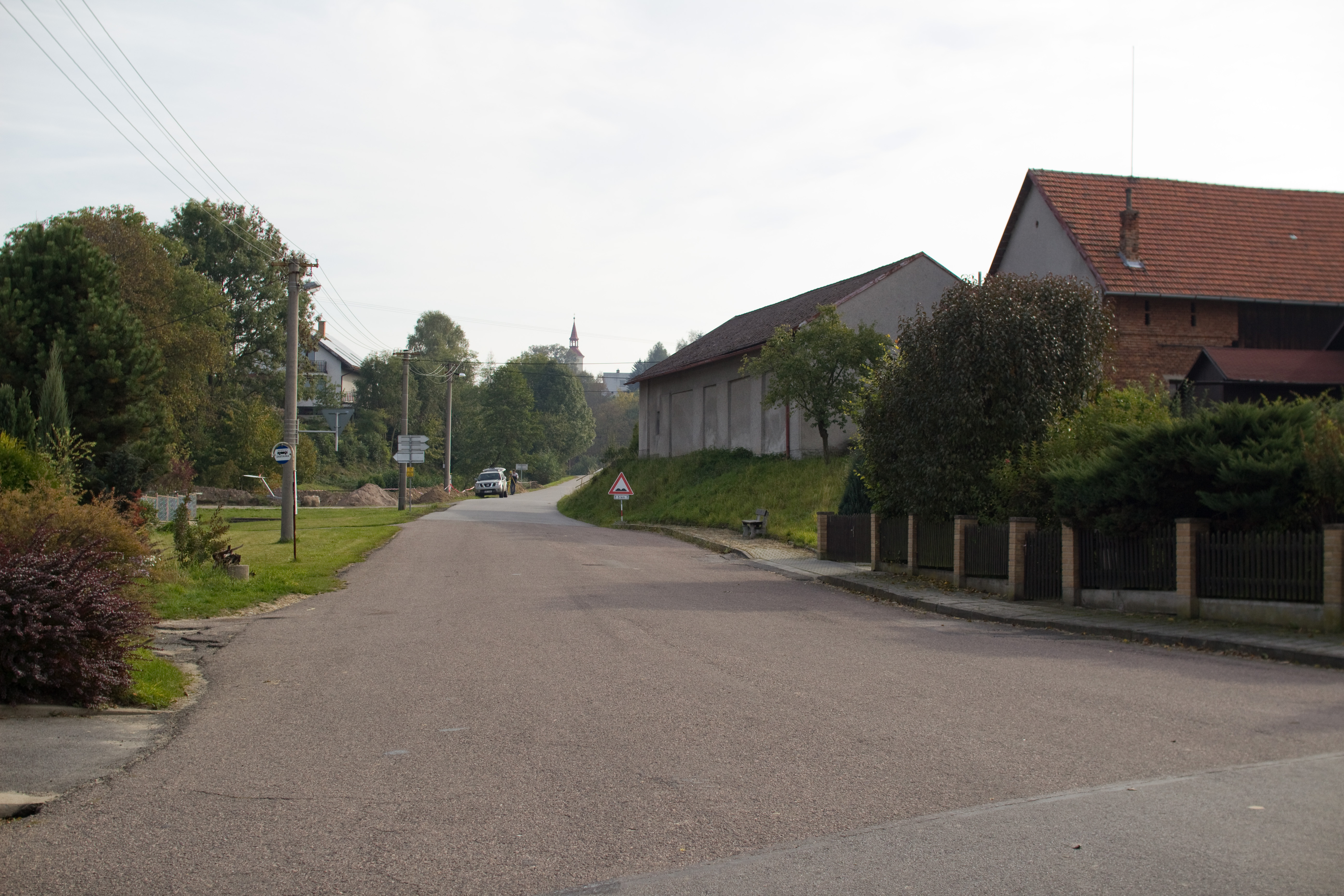
Ulice